# Zofia Walasek
Zofia Walasek (* 6. Januar 1933 in Kościan als Zofia Walkiewicz; † 23. Januar 2022 in Katowice) war eine polnische Leichtathletin.

## Leben
Zofia Walasek wurde in Großpolen geboren und begann dort ihre Karriere. Bis 1955 trat sie für Budowlani Chodzież, Warta Posen, Ogniwo Chodzież und Kolejarz Poznań an. Dann zog sie nach Katowice und startete zunächst für Kolejarz Katowice und später für Start Katowice. Über 400 und 800 Meter konnte sie zwei polnische Rekorde aufstellen. 1961 wurde Walasek über 800 Meter polnische Meisterin.
Bei den Olympischen Spielen 1960 in Rom schied sie im Wettkampf über 800 Meter in ihrem Vorlauf aus.
Nach ihrer aktiven Karriere wurde Walasek Trainerin. Sie trainierte unter anderem Joanna Smolarek und Jolanta Gurbiel.